# Eleição municipal de Divinópolis em 2016
A eleição municipal de Divinópolis em 2016 foi realizada para eleger um prefeito, um vice-prefeito e 17 vereadores no município de Divinópolis, no estado brasileiro de Minas Gerais. Foram eleitos) e  para os cargos de prefeito(a) e vice-prefeito(a), respectivamente. Seguindo a Constituição, os candidatos são eleitos para um mandato de quatro anos a se iniciar em 1º de janeiro de 2017. A decisão para os cargos da administração municipal, segundo o Tribunal Superior Eleitoral, contou com 158 937 eleitores aptos e 22 593 abstenções, de forma que 14.22% do eleitorado não compareceu às urnas naquele turno.

## Antecedentes
O candidato Galileu Teixeira de Machado, do PMDB, foi superado na eleição municipal de 2012 por  Vladimir Azevedo, do PSDB. O opositor do PMDB foi reeleito com mais de 36% dos votos válidos no único turno das eleições de Divinópolis.   
Galileu teve mandatos prévios na prefeitura de Divinópolis. Ele foi prefeito da cidade em 1982 (era vice-prefeito de Fábio Notini, mas quando o mesmo faleceu Galileu assumiu o cargo),1988 e 2000. O mandato de prefeito de 2016 foi o quarto de sua carreira.
O candidato mais votado nas eleições municipais de 2016 teve sua condenação temporariamente suspensa pelo Superior Tribunal de Justiça (STJ). Galileu tinha uma pena de dois anos e oito meses de reclusão mais multa pecuniária pela Lei da Ficha Limpa. Por fim o Tribunal Superior Eleitoral (TSE) assegurou que ele assumisse o Executivo. O processo contra ele continua em andamento no TSE e ele ainda será julgado.    

## Campanha
Durante a campanha, Galileu destacou como proposta de governo: uma saúde humanizada, resoluta e ágil; moradia digna para todas as famílias; educação de qualidade; construções de viadutos e pontes; qualidade de vida e respeito ao meio ambiente; transporte público eficiente e moderno por um preço justo; quebra do ciclo da pobreza e da miséria; democratização do poder e respeito ao cidadão; qualificação profissional acessível a todos; gestão administrativa honesta, transparente e eficiente.[carece de fontes?]

## Resultados

### Eleição municipal de Divinópolis em 2016 para Prefeito
A eleição para prefeito contou com 5 candidatos em 2016: Iris Jose de Almeida do Partido dos Trabalhadores, Galileu Teixeira Machado do Movimento Democrático Brasileiro (1980), Marcos Vinícius Pereira do Partido Republicano da Ordem Social, Luis Gonzaga Militão do Partido da Social Democracia Brasileira, Mario Lucio de Oliveira do Partido Socialismo e Liberdade que obtiveram, respectivamente, 5 552, 58 443, 34 239, 9 341, 977 votos. O Tribunal Superior Eleitoral também contabilizou 14.22% de abstenções nesse turno.
| Candidato(a)                   | Vice                           | Coligação                                      | Votos recebidos | Percentual |
| ------------------------------ | ------------------------------ | ---------------------------------------------- | --------------- | ---------- |
| Galileu Teixeira Machado (MDB) | Antônio Rinaldo Valério        | Experiencia e Trabalho Por Divinopolis         | 58443           | 53.84%     |
| Marcos Vinícius Pereira (PROS) | Denis Soares Fagundes          | Juntos Por Divinópolis                         | 34239           | 31.54%     |
| Luis Gonzaga Militão (PSDB)    | Geraldo Magela da Silva Barros | Por uma Divinópolis Melhor                     | 9341            | 8.61%      |
| Iris Jose de Almeida (PT)      | Alisson Augusto Ferreira       | Divinopolis Digna para Todos                   | 5552            | 5.11%      |
| Mario Lucio de Oliveira (PSOL) | Adriana Ferreira da Silva      | Partido Socialismo e Liberdade (sem coligação) | 977             | 0.9%       |

### Eleição municipal de Divinópolis em 2016 para Vereador
Na decisão para o cargo de vereador na eleição municipal de 2016, foram eleitos 17 vereadores com um total de 115 547 votos válidos. O Tribunal Superior Eleitoral contabilizou 8 301 votos em branco e 12 496 votos nulos. De um total de 158 937 eleitores aptos, 22 593 (14.22%) não compareceram às urnas.
| Nome                                  | Partido político                               | Coligação                                        | Votos recebidos | Percentual |
| ------------------------------------- | ---------------------------------------------- | ------------------------------------------------ | --------------- | ---------- |
| Ademir Jose da Silva                  | Partido Social Democrático (PSD)               | Partido Social Democrático (sem coligação)       | 3685            | 3.19%      |
| Josafa Anderson de Oliveira           | Partido Popular Socialista (PPS)               | Partido Popular Socialista (sem coligação)       | 3209            | 2.78%      |
| Cleiton Gontijo de Azevedo            | Partido Popular Socialista (PPS)               | Partido Popular Socialista (sem coligação)       | 3023            | 2.62%      |
| Marcos Vinícius Alves da Silva        | Partido Republicano da Ordem Social (PROS)     | Divinópolis Que Queremos                         | 2896            | 2.51%      |
| Delano Santiago Pacheco               | Movimento Democrático Brasileiro (MDB)         | Movimento Democrático Brasileiro (sem coligação) | 2653            | 2.3%       |
| Adair Otaviano de Oliveira            | Movimento Democrático Brasileiro (MDB)         | Movimento Democrático Brasileiro (sem coligação) | 2389            | 2.07%      |
| Jose Luiz de Faria Campos             | Partido da Mobilização Nacional (PMN)          | Somos Todos por Divinopolis                      | 2359            | 2.04%      |
| Renato Ferreira dos Santos            | Partido da Social Democracia Brasileira (PSDB) | Por uma Nova Divinópolis                         | 2048            | 1.77%      |
| Elton Geraldo Tavares                 | Patriota (PATRI)                               | Juntos Somos Mais                                | 1853            | 1.6%       |
| Eduardo Alexandre de Carvalho         | Solidariedade (SD)                             | Solidariedade (sem coligação)                    | 1781            | 1.54%      |
| Janete Aparecida Silva Oliveira       | Partido Social Democrático (PSD)               | Partido Social Democrático (sem coligação)       | 1778            | 1.54%      |
| Rodrigo Vasconcelos de Almeida Kaboja | Partido Social Democrático (PSD)               | Partido Social Democrático (sem coligação)       | 1688            | 1.46%      |
| Cesar Henrique Fernandes E Silva      | Partido Progressista (PP)                      | Partido Progressista (sem coligação)             | 1672            | 1.45%      |
| Raimundo Nonato Ferreira              | Partido Democrático Trabalhista (PDT)          | Somos Todos por Divinopolis                      | 1604            | 1.39%      |
| Edsom José de Sousa                   | Movimento Democrático Brasileiro (MDB)         | Movimento Democrático Brasileiro (sem coligação) | 1579            | 1.37%      |
| Vicente de Paula Silva                | Patriota (PATRI)                               | Juntos Somos Mais                                | 1092            | 0.95%      |
| Roger Alisson Viegas Barbosa          | Partido Republicano da Ordem Social (PROS)     | Divinópolis Que Queremos                         | 1019            | 0.88%      |

## Análise
Em entrevista ao site G1, Galileu declarou:  "Administrei por três mandados e cada um me deu uma segurança, uma experiência para que eu voltasse a governar. Por isso é que hoje eu, com a experiência que tenho e com a experiência do meu vice, Rinaldo Valério, tenho certeza de que faremos a melhor administração que Divinópolis já teve". O prefeito eleito  afirmou que a campanha feita nas solas dos pés valeu muito a pena, “nessas andanças nós sentimos a vontade do povo de votar em nós. Só temos a agradecer a esse eleitorado que nos deu quase 59 mil votos, inédita em Divinópolis. Minha votação superou as dos outros candidatos e mais uma sobra de votos considerável. Me sinto orgulhoso por ter recebido do eleitorado, que vai nos levar pela quarta vez à administração"
Galileu e o vice-prefeito, Marco Vinicius Pereira, foram empossados em 1o de janeiro de 2017. A solenidade ocorreu na região central de Divinópolis, na sede do Estrela do Oeste Clube.  